# 穆罕默德·阿里·胡塞
穆罕默德·阿里·胡塞（Mohammed Ali al-Houthi；1979年—），也门政客，胡塞运动高層領導，現任領袖阿卜杜勒·马利克·胡塞的堂兄弟，该组织最高革命委员会的主席，2015年哈迪总统辞职后成为也门实际上的国家元首，2月6日革命委员会任命了五名总统委员会成员。
2012年2月阿卜杜拉布·曼苏尔·哈迪当选总统后开始举行全国和解对话，并着手修改宪法。胡塞武装组织对新的宪法草案不满，在2014年7月30日也门政府宣布大幅提高汽油、柴油价格，以减少燃油补贴支出，削减财政赤字，因燃油价格大幅提升招致民众不满，由胡塞武装组织等反对派多次在首都萨那市内组织大规模游行示威活动。他们指责政府内部腐败现象严重，要求总统哈迪解散内阁，建立由学者组成的专家型政府，同时要求恢复燃油价格补贴。
胡塞武装还在萨那郊区集结数千名武装人员，企图以武力威胁政府妥协。为解决此轮政治危机，哈迪总统在8月22日指派副总理与胡塞武装组织进行谈判，允诺将改组政府并吸纳胡塞武装组织成员进入内阁，但表示不会恢复燃油补贴。经过两天的谈判，双方不欢而散，并在萨那地区各自组织支持者进行游行示威活动，导致危机持续发酵。8月29日，数万名胡塞武装组织支持者在萨那北部地区游行示威，示威者在多个政府部门和萨那国际机场附近搭设帐篷，聚众静坐。同时，该组织武装人员在萨那周边地区集结，并在进入萨那的主要道路上设立军事检查站。也门军队和安全部队也进入高度戒备状态，以应对可能出现的武装冲突。
为平息内乱，哈迪9月2日宣布将在一周内指派新总理组建政府，并邀请胡塞武装组织代表进入内阁。但哈迪的倡议不但没有被胡塞武装组织接受，还致使政府内部分裂。而游行示威则在9月中旬演变为武装冲突。胡塞武装组织人员自9月16日起在萨那西北部地区与政府军和逊尼派民兵持续交火，超过200人在交火中丧生，包括50多名平民。
20日，也门内政部宣布在冲突最激烈的萨那西北部地区实施宵禁，并暂时关闭了萨那国际机场。虽然联合国也门问题特使贾迈勒·本·奥马尔20日宣布，也门政府和什叶派胡塞武装组织已就停火协议内容达成一致，但他没有透露双方何时签署停火协议，而胡塞武装也依然持续对首都萨那发动攻击。21日，胡塞武装组织占领了首都萨那的一座政府大楼，此前，该武装已经控制了国家电视台、电台和萨那北部一处军事基地。当天，总理穆罕默德·萨利姆·巴桑杜宣布辞职，并对也门总统哈迪在此次危机处理中的表现表示了批评。
胡塞武装组织夺取了萨那的控制权后，又在随后的内阁改组、军队改革等问题上与也门政府摩擦不断。
2015年1月17日，胡塞武装绑架了也门总统办公室主任阿哈迈德·本·穆巴拉克。从19日清晨开始，胡塞武装组织与也门总统卫队在位于萨那南部的总统府附近发生冲突。双方激烈交火，并使用了装甲车和坦克等重型武器，造成至少9人死亡。19日晚些时候，双方达成停火协议。20日，胡塞武装人员占领了萨那南部的总统府，并开始包围总统官邸和总理府等重要政府机构。21日，也门总统哈迪与胡塞武装组织代表在总统官邸达成协议，同意修改宪法草案以满足所有政治派别的诉求，胡塞武装组织和坚持南部地区独立的“南方运动”将获得更多内阁席位。胡塞武装组织同意释放总统办公室主任，撤走包围总统官邸的武装人员，交还总统府以及附近的军营，拆除19日以来在萨那市区设立的检查站，并允许所有政府机构恢复工作。22日，也门总统哈迪和总理哈立德·巴哈向议会递交辞呈，议会此后宣布无限期推迟召开会议审议总统辞呈。为平息危机，也门各党派在联合国代表的协调下进行政治对话，但各方在总统和议会合法性、总统委员会组成以及军队地位等问题上存在分歧，至今没有达成协议。胡塞武装组织2月1日表示，如果各政党在3天内无法达成协议，该组织将单方面采取“必要措施”保证“权力和平交接”。
2月6日，胡塞武装组织在首都萨那举行新闻发布会，宣布成立总统委员会和全国过渡委员会，以取代也门总统和议会治理国家。但联合国并不承认胡塞武装组织的这一“单方面决定”。7日又成立了以前国防部长为首的高级安全委员会。
根据胡塞组织的主张，该组织领导的最高革命委员会将协调各党派成立全国过渡委员会，然后由全国过渡委员会提名五名成员组成总统委员会，之后总统委员会负责组建专家型政府，但是全国过渡委员会和总统委员会的决定要得到最高革命委员会的批准。这一主张实际上将所有政党归于胡塞组织的麾下，立即遭到也门主要政党的强烈反对。也门议会三大党在7日均发表声明，拒绝承认胡塞组织将建立的总统委员会和全国过渡委员会，要求各政党在联合国的协调下通过谈判解决政治危机。同时，海湾阿拉伯国家合作委员会（GCC）也在7日发表措辞强硬的声明，指责胡塞组织夺权“违背宪法”，要求该组织尽快加入到联合国主导的谈判，否则将采取进一步措施。 
穆罕默德·阿里·胡塞是胡塞武装组织领导人